# Santiago de Wit Guzmán
Santiago de Wit Gúzman (né le 5 septembre 1964) est un prélat espagnol de l'Église catholique qui travaille au service diplomatique du Saint-Siège.

## Biographie
Il est né dans la ville de Valence le 5 septembre 1964. Il est ordonné prêtre de l'archidiocèse de Valence en Espagne le 27 mai 1989.
Après son ordination, il obtient une licence en théologie à la faculté de théologie San Vicente Ferrer de Valence. Il obtient également un doctorat en droit canonique à l'Université pontificale Saint-Thomas-d'Aquin. Il étudie également à l'Académie pontificale ecclésiastique de 1994 à 1998.

## Carrière diplomatique
Il entre au service diplomatique du Saint-Siège le 13 juin 1998. Il travaille en République centrafricaine et au Tchad (en) jusqu'en 2001, puis aux Pays-Bas (en) jusqu'en 2004, et enfin au Paraguay (en) jusqu'en 2007. De 2007 à 2010, il est conseiller à la nonciature apostolique en Égypte, puis à la nonciature apostolique en République démocratique du Congo (en) jusqu'en 2012, et enfin à la nonciature apostolique en Espagne.
En 21 mars 2017, le pape François le nomme archevêque titulaire de Gabala (de) et nonce apostolique en République centrafricaine. Le 25 mars, il est également nommé nonce au Tchad (en). Il reçoit sa consécration épiscopale le 10 juin des mains de l'archevêque Paul Richard Gallagher.
Le 30 juillet 2022, le pape François le nomme nonce apostolique à Trinité-et-Tobago (en), Antigua-et-Barbuda (en), Belize (en), Grenade (en), Guyana (en), Saint-Christophe-et-Niévès (en), Saint-Vincent-et-les-Grenadines (en), Suriname (en) et délégué apostolique dans les Antilles (en). Le 12 novembre 2022, il est nommé nonce aux Bahamas (en), la Barbade (en), Dominique (en), Jamaïque (en) et Sainte-Lucie (en) également.